# Roccaforte Ligure
Roccaforte Ligure – miejscowość i gmina we Włoszech, w regionie Piemont, w prowincji Alessandria.
Według danych na styczeń 2010 gminę zamieszkiwały 154 osoby przy gęstości zaludnienia 7,5 os./1 km².